# Castel Belasi
Castel Belasi è un castello che si trova a Segonzone, frazione di Campodenno, costruito probabilmente nel XIII secolo e tuttora visitabile. Dal castello prese il nome la nobile famiglia dei conti Khuen-Belasi. 

## Storia

### Le origini
Un tempo si riteneva (sulla base della tesi sostenuta dallo storico Carl Ausserer) che il castello e esistesse almeno dal XII secolo e fosse retto da un'antica famiglia Belasi, vassalla dei conti di Appiano. A questa famiglia si credeva appartenesse un Adelpreto de Bellago citato in un documento del 1189. Nel 1291, con l'estinzione di questa famiglia, il castello sarebbe poi stato infeudato a Ulrico di Ragogna. Anche Aldo Gorfer, seppur con dei dubbi, riporta questa ricostruzione, ipotizzando che il nome Belasi derivi dal nome personale Belasio (Biagio), uno dei custodi del maniero per gli conti di Appiano o i Flavon.
Le ultime ricerche hanno dimostrato che il castello è più recente di quanto ritenuto in passato e che l'Adalpreto menzionato nel 1189 non aveva nulla a che fare con Belasi, ma con Plag, località presso Appiano. Non sarebbe esistita dunque una originaria famiglia Belasi nel XII secolo, e l'erezione del castello è stata post-datata alla seconda metà del XIII secolo, con l'arrivo della famiglia Rubein-Ragogna, proveniente dal Burgraviato di Merano, fedelissima dei Conti di Tirolo. Il maniero sarebbe sorto proprio per volontà dei Conti di Tirolo per presidiare l'accesso alla Val di Non, che avevano occupato durante il loro conflitto con i  principi vescovi di Trento. I Tirolo lo affidarono quindi ad un uomo di loro fiducia, il capitano Ulrico di Ragogna.
Corrado, detto Khuen, figlio di Egenone da Termeno (menzionato in un documento del 1311), nel 1368 acquistò Castel Belasi da Simone Rubein, nipote di Ulrico di Ragogna, forse per via di un debito contratto nei confronti di Corrado, poiché nell'atto non è citata alcuna somma per assicurarsi il castello. Un'altra ipotesi, suffragata da Stephan von Mayrhofen, autore delle "Genealogien des Tiroler Adels" nel XIX secolo, sostiene che il figlio maggiore di Corrado, Arnoldo, sposò Elisabetta di Belasi, ultima discendente della famiglia Rubein, ma non esiste alcuna conferma documentaria di questo avvenimento.
Il nome Belasi-Belasio non deriverebbe quindi da quello di un antico castellano e non sarebbe altro che il nome della collina su cui venne eretto il castello.

### La famiglia Khuen-Belasi

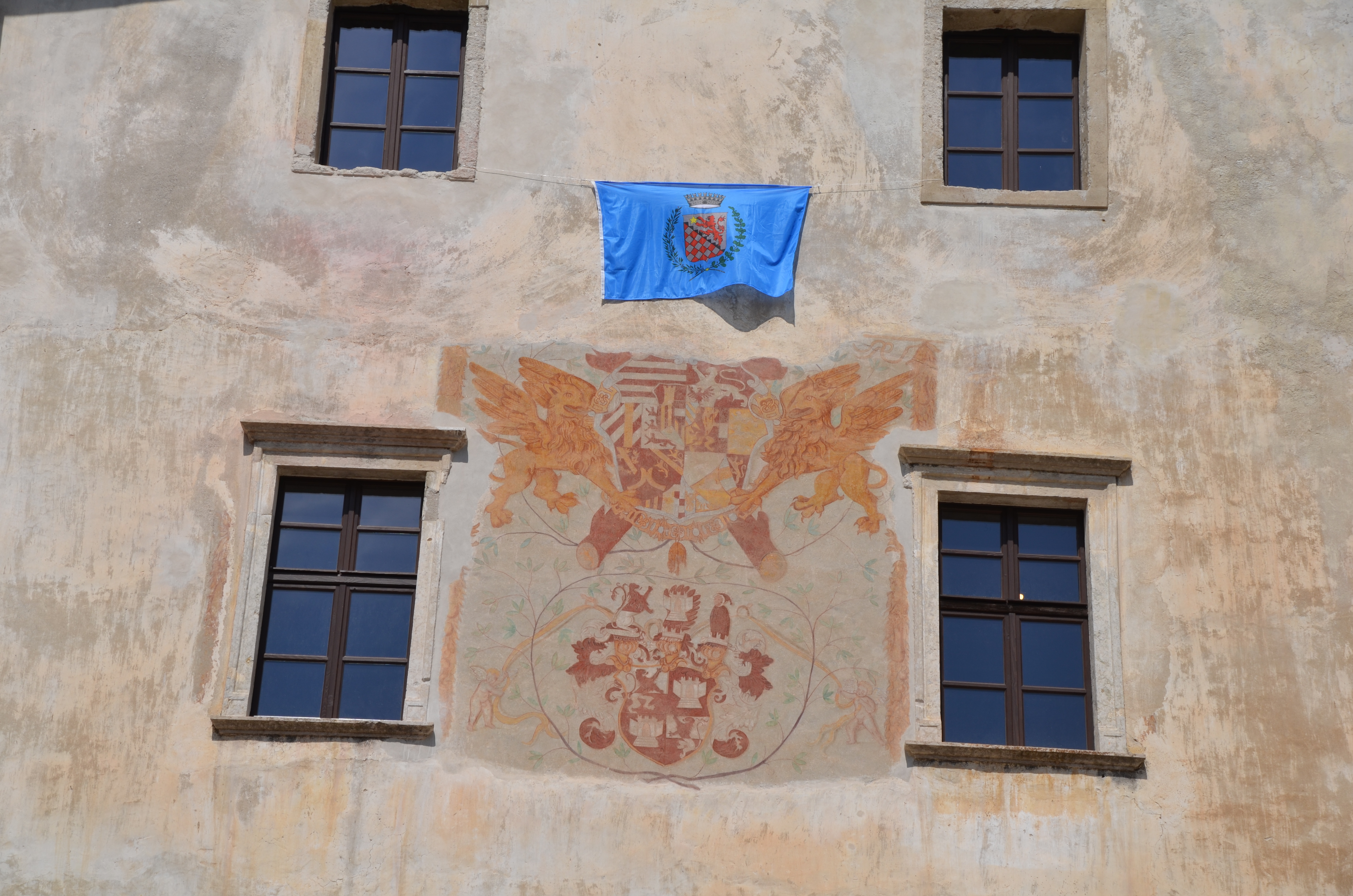
Stemma della famiglia Khuen-Belasi, cortile centrale del castello

Nel febbraio 1368 fu così acquistato dalla famiglia Khuen di Termeno, che avrebbe legato indissolubilmente la sua storia a quella del castello, prendendo il nome “Khuen-Belasi”. Questa famiglia tra il XV e il XVI secolo si affermò come una delle più ricche e potenti della regione, contando nelle sue file vescovi, uomini politici e capitani militari che diedero lustro al casato in tutta l’Austria.  Nel corso della loro storia i Khuen Belasi si suddivisero in numerose linee dinastiche che prosperarono dal Trentino fino alla lontana Croazia, passando per le corti di Vienna e Salisburgo.
Tra il Quattrocento e il Cinquecento i Khuen trasformarono il piccolo fortilizio di Castel Belasi in una magnifica fortezza, imponente e severa nelle sue mura esterne, quanto elegante nei suoi saloni finemente affrescati.
Ad ogni modo in due occasioni il castello dovette cedere agli attacchi dei nemici. Nel 1415-20 i rivali signori Spaur riuscirono infatti a prendere la fortezza e ad occuparla per alcuni anni. Nel 1525 furono invece i contadini in rivolta a mettere a sacco i granai di Belasi, nel corso della “Guerra rustica” che sconvolse tutta la regione.
I Khuen erano riusciti ad acquisire importanti diritti sulle comunità rurali che vivevano attorno a Belasi. Tutte le famiglie di Lover (Campodenno), Segonzone, Campodenno e Dercolo dovevano conferire al castello le decime dei loro raccolti. Inoltre i castellani ampliarono enormemente i loro possedimenti sulle campagne circostanti il maniero, che divenne il centro di una proprietà fondiaria molto estesa, costruita da decine e decine d’ettari di campi, vigneti, prati e boschi.

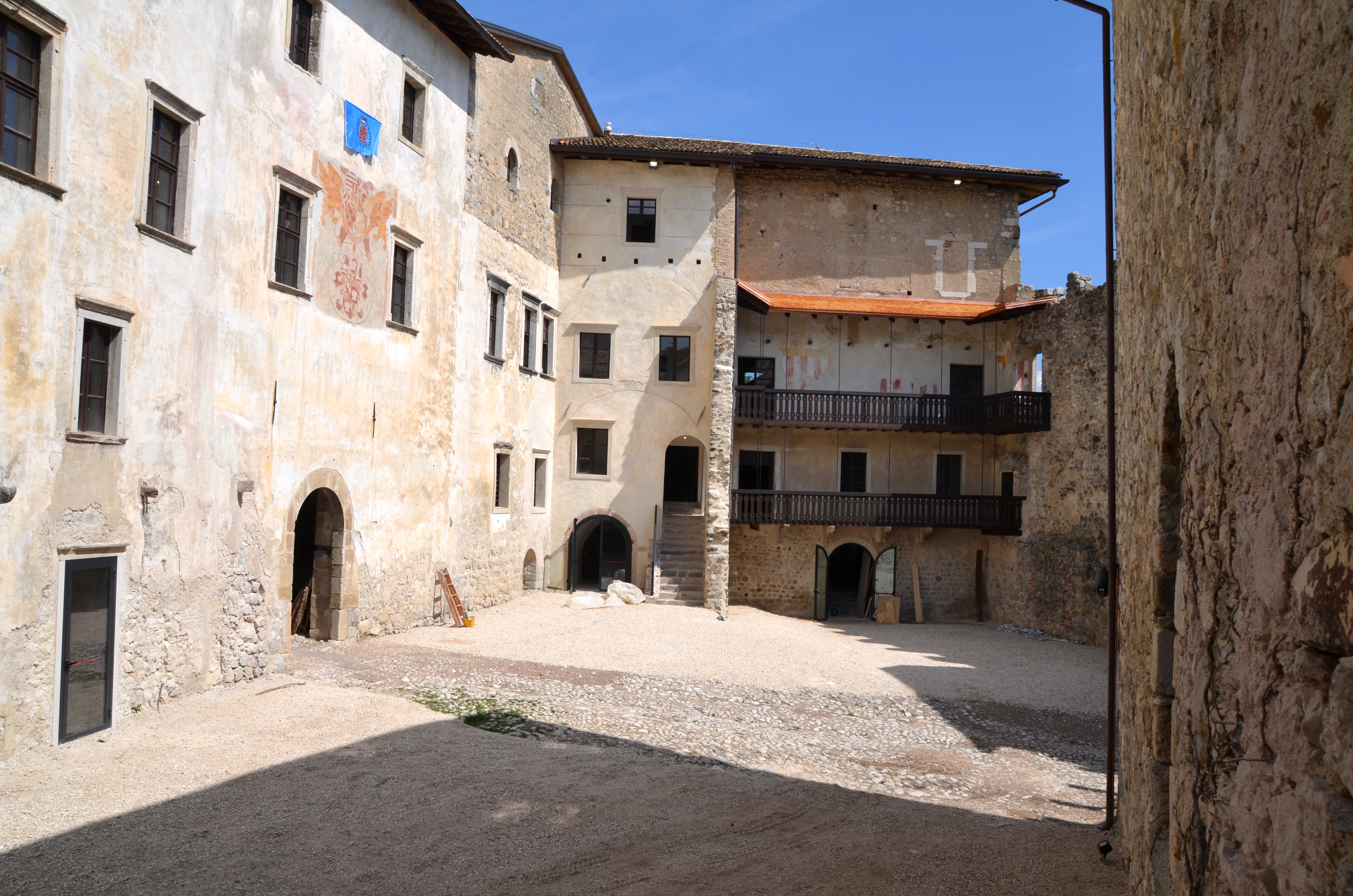
Cortile interno del castello

Nel XVIII secolo i Khuen-Belasi, ottenuto anche il titolo di “Conti del Sacro Romano Impero”, continuarono l’opera d’abbellimento della loro fortezza, decorando i suoi interni con stucchi raffinati e splendide stufe di maiolica, secondo il gusto del tempo. Nonostante il castello avesse perso il suo ruolo di presidio militare, grazie alla sua felice posizione, mantenne una certa vitalità come sede di una tenuta agricola vasta e produttiva, come testimoniano i grandi spazi occupati dalle stalle, dai fienili e dai magazzini addossati alla cinta muraria.

#### Tra XIX e XX secolo
Durante l’Ottocento, in seguito alle guerre napoleoniche e all’abolizione di tutti i privilegi nobiliari, il maniero fu a lungo abbandonato e relegato al ruolo di residenza estiva. I suoi padroni, infatti, furono a lungo impegnati in importanti carriere politiche e militari in Austria e in Baviera. Ebbe così inizio il triste declino di Castel Belasi.
Nel secolo scorso, nel periodo tra la prima e la seconda guerra mondiale, i Khuen ritornarono tuttavia ad insediarsi stabilmente a Belasi per alcuni decenni.
Negli anni ’50 il castello venne abbandonato definitivamente. Spogliato di tutti i suoi arredi, si avviò verso un degrado inarrestabile, al quale i suoi proprietari non seppero porre freno. Sul finire degli anni ’90 la vecchia fortezza versava ormai in condizioni drammatiche.

### Il restauro e l'apertura al pubblico
Nel 2000 tutto il complesso, con la vicina chiesetta dei Santi Filippo e Giacomo, è stato acquistato dal comune di Campodenno, che ha dato avvio al suo completo restauro. Dopo un primo intervento volto al contrasto dei fenomeni di dissesto idrogeologico che interessavano la collina e che rischiavano di far collassare le strutture, sono state messe in sicurezza tutte le coperture e consolidate le opere in muratura e i solai. Sono stati poi avviati gli interventi di restauro architettonico finalizzati all'apertura al pubblico del complesso. Dal 2019, portati a termine i lavori di restauro, Castel Belasi è aperto ai visitatori e durante la bella stagione è sede di mostre e di eventi culturali.

## Descrizione

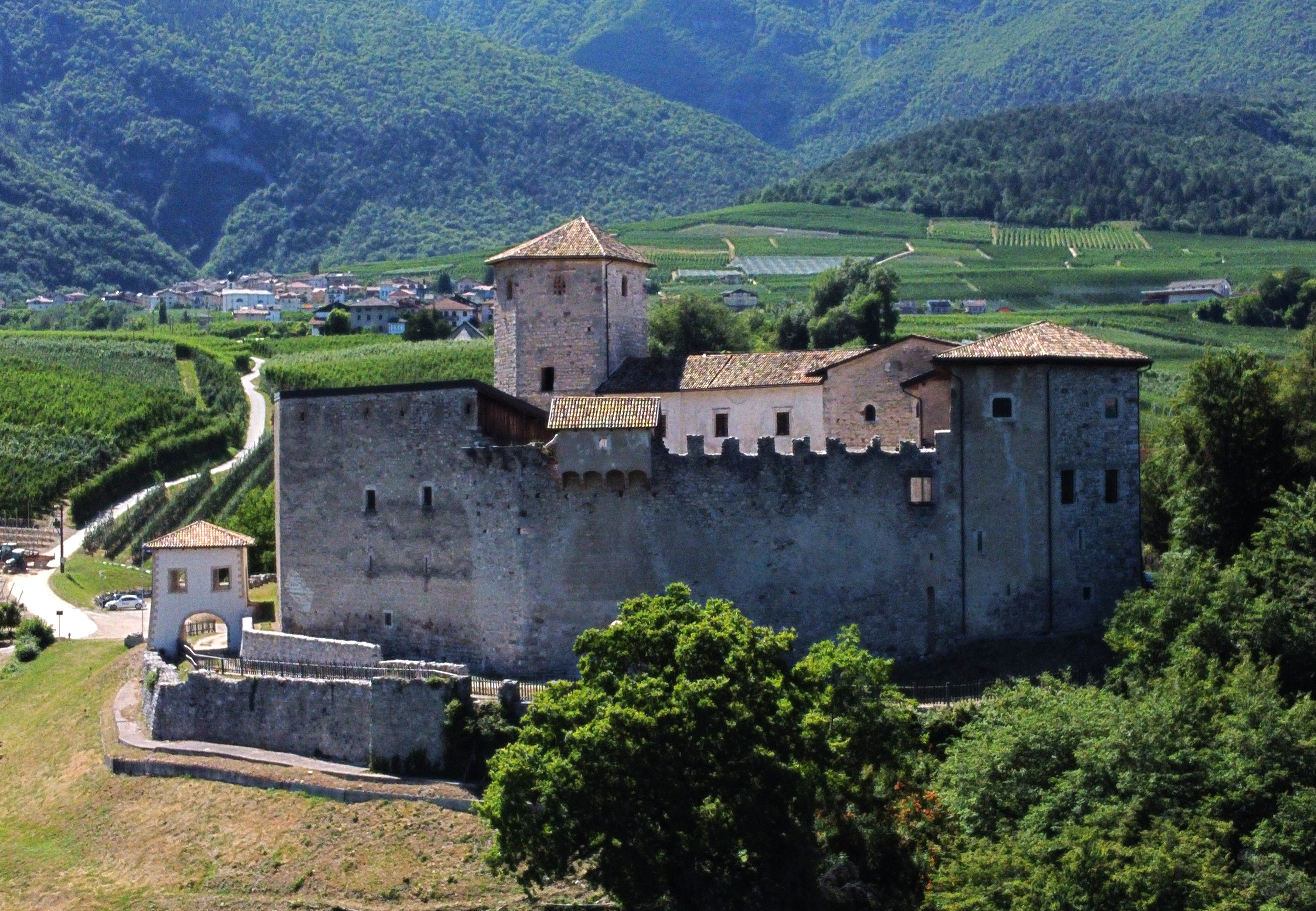
Castel Belasi da est con la bertesca e il rivellino

Il castello poggia su di una morbida collina, circondato da boschi e frutteti. È sostanzialmente integro nelle sue strutture, nonostante sia privo di tutti gli arredi. Sia dall'esterno che dalle vaste corti interne il maniero appare nei suoi elementi più caratteristici: il possente mastio a pianta pentagonale e l'alta cinta muraria ai quali sono addossati edifici risalenti ad epoche diverse. Sulla cinta muraria, in corrispondenza dei due ingressi, sono collocate due bertesche. Sul fianco meridionale della collina sono presenti altre due cinte murarie minori, collegate da un rivellino che vigila sul viale che conduce all'ingresso principale.

### Gli affreschi

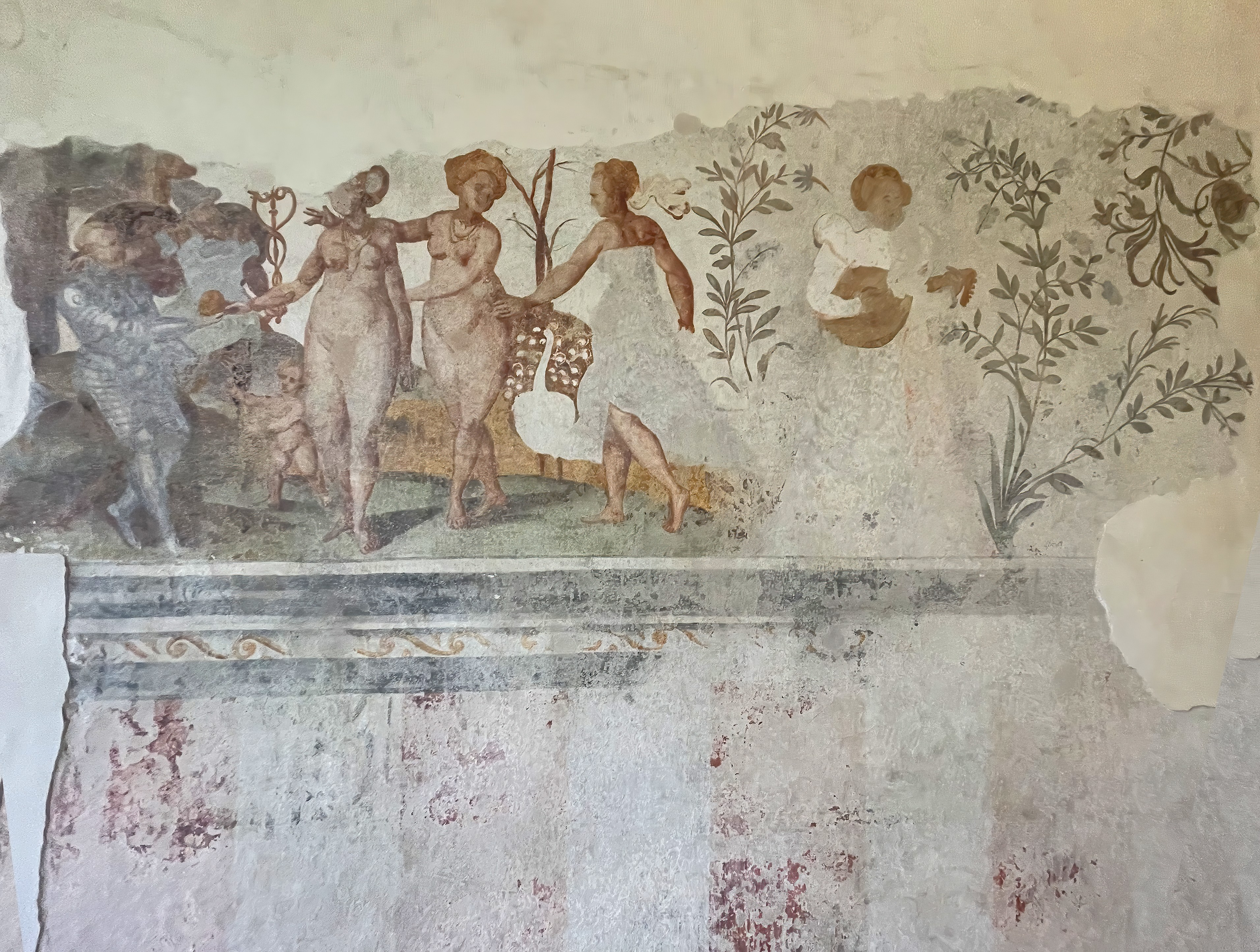
Il Giudizio di Paride a Castel Belasi

Gli affreschi più significativi che si possono ammirare nelle sale del castello risalgono al XVI secolo, ma i primi interventi di abbellimento decorativo, riscoperti durante i lavori di restauro sulla parete di un corridoio al primo piano del palazzo residenziale, sono da riferire al secolo precedente e raffigurano temi tipici i della delle decorazioni castellane tardo medievali: un torneo cavalleresco, stemmi, cimieri, suonatori. Più tarde ed eleganti sono le decorazioni della Sala della musica e dei frutti, databili alla metà del XVI secolo, raffiguranti dei parapetti ricoperti da dei drappi, su cui poggiano degli strumenti musicali, della frutta e della verdura. Da questa sala si accede ad un altro ambiente, decorato da un raffinato affresco raffigurante il Giudizio di Paride, attribuito al pittore tedesco Bartlmä Dill Riemenschneider e datato anch'esso alla metà del XVI secolo. Di poco più tardo è il ciclo affrescato della Sala delle Metamorfosi, nel quale si susseguono diverse scene tratte dalle Metamorfosi di Ovidio. Di notevole interesse è anche il grande stemma di famiglia dipinto sulla facciata del palazzo centrale, sovrastato dallo stemma dell'arciduca Ferdinando II d'Austria databile agli anni 60 del XVI secolo.

## La cappella di San Martino

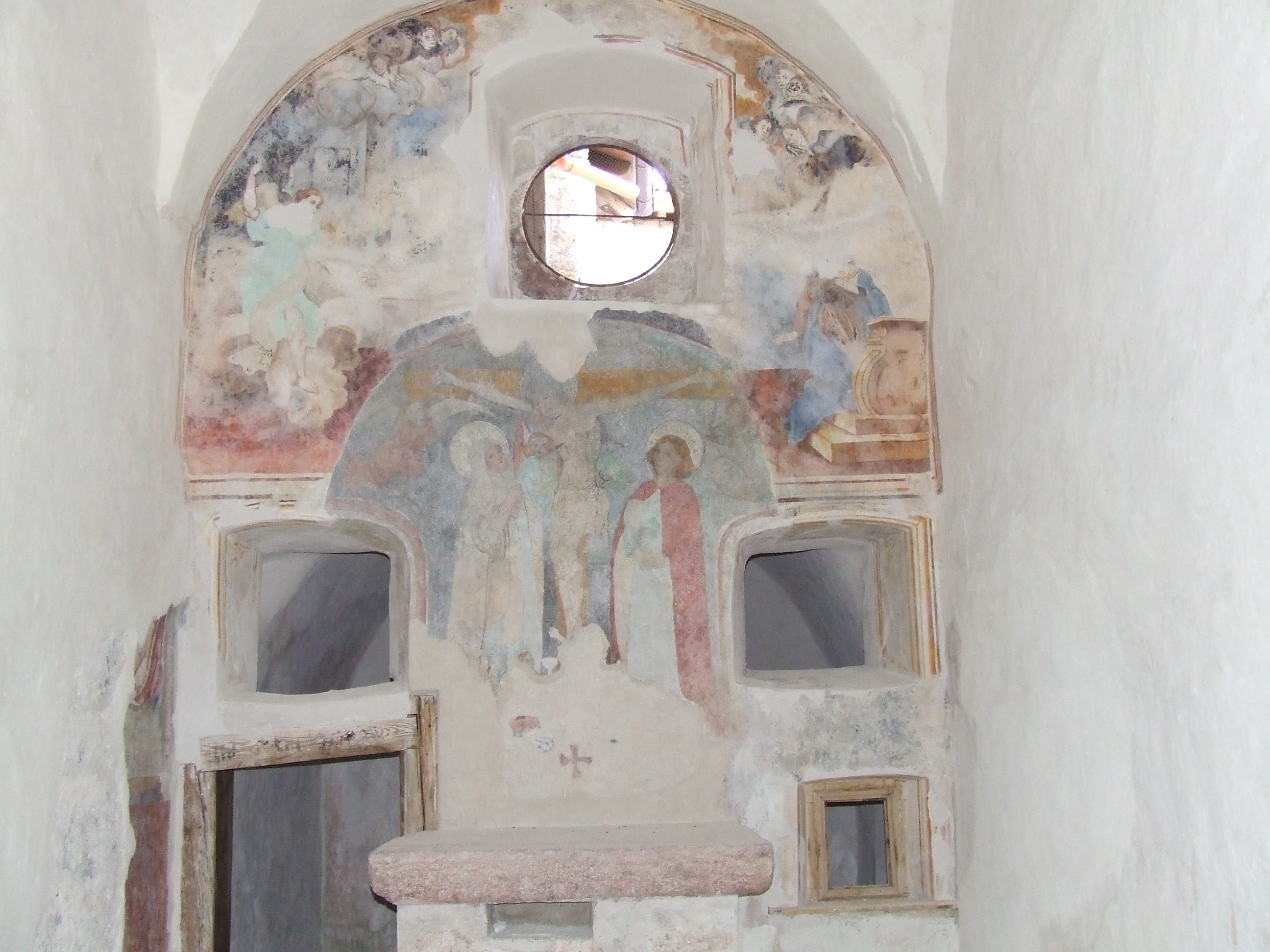
Cappella di San Martino, gli affreschi interni

Nel cortile ovest, addossata alle pareti del palazzo centrale, è situata la cappella di famiglia, dedicata a Martino di Tours. La cappella, decorata da affreschi risalenti a epoche diverse tra il XV e il XVI secolo, è collegata a una stanza del primo piano del palazzo tramite una finestra, in modo che i conti potessero ascoltare le funzioni anche in caso di malattia.

## Eventi
- 2016: "Arte in gioco. Arte contemporanea e giocattoli d'epoca", a cura di Marcello Nebl e Pietro Weber.
- 2019: "Contemporaneamente a Castel Belasi", a cura di Marcello Nebl.
- 2021: mostra di arte contemporanea della collezione "Panza di Biumo e mostra fotografica della collezione di Giorgio Galimberti.
- 2022: mostra di arte contemporanea di Stefano Cagol, mostra fotografica di Flavio Faganello dall'archivio fotografico provinciale di Trento. Mostra fotografica del concorso fotografico "Ti conosco mascherina" e Project Room.